# Crociaeus
Crociaeus is een geslacht van wantsen uit de familie van de Reduviidae (Roofwantsen). Het geslacht werd voor het eerst wetenschappelijk beschreven door Breddin in 1900.

## Soorten
Het genus bevat de volgende soort:

- Crociaeus velutinus Breddin, 1899